# Gumppenberg (Adelsgeschlecht)

Wappen derer von Gumppenberg

Gumppenberg (auch Gumpenberg) ist der Name eines alten bayerischen Adelsgeschlechts. Die Herren von Gumppenberg gehörten zum Uradel in Altbayern. Zweige der Familie bestehen bis heute.

## Geschichte

### Herkunft
Angehörige der Familie waren Burgmannen der Grafen von Vohburg. Zu den Vorfahren gehören vermutlich der bereits im  12. Jahrhundert erscheinende Hildebrand von Vohburg in einer undatierten Urkunde des Klosters Reichenbach (um 1160) und der im Jahre 1200 in einer Urkunde genannte Heinrich von Vohburg. Beide benannten sich nach der Burg Vohburg, dem Sitz ihrer ursprünglichen Burgmannschaft.
Als erster gesicherter Angehöriger erscheint im Jahre 1279 der Ritter Hilprandus miles, dominus de Gumpenberg in einer Urkunde. Mit ihm beginnt auch die Stammreihe. Er ist wahrscheinlich identisch mit dem 1276 urkundlich genannten Hiltebrandus de Voheburch.

### Verbreitung und Linien

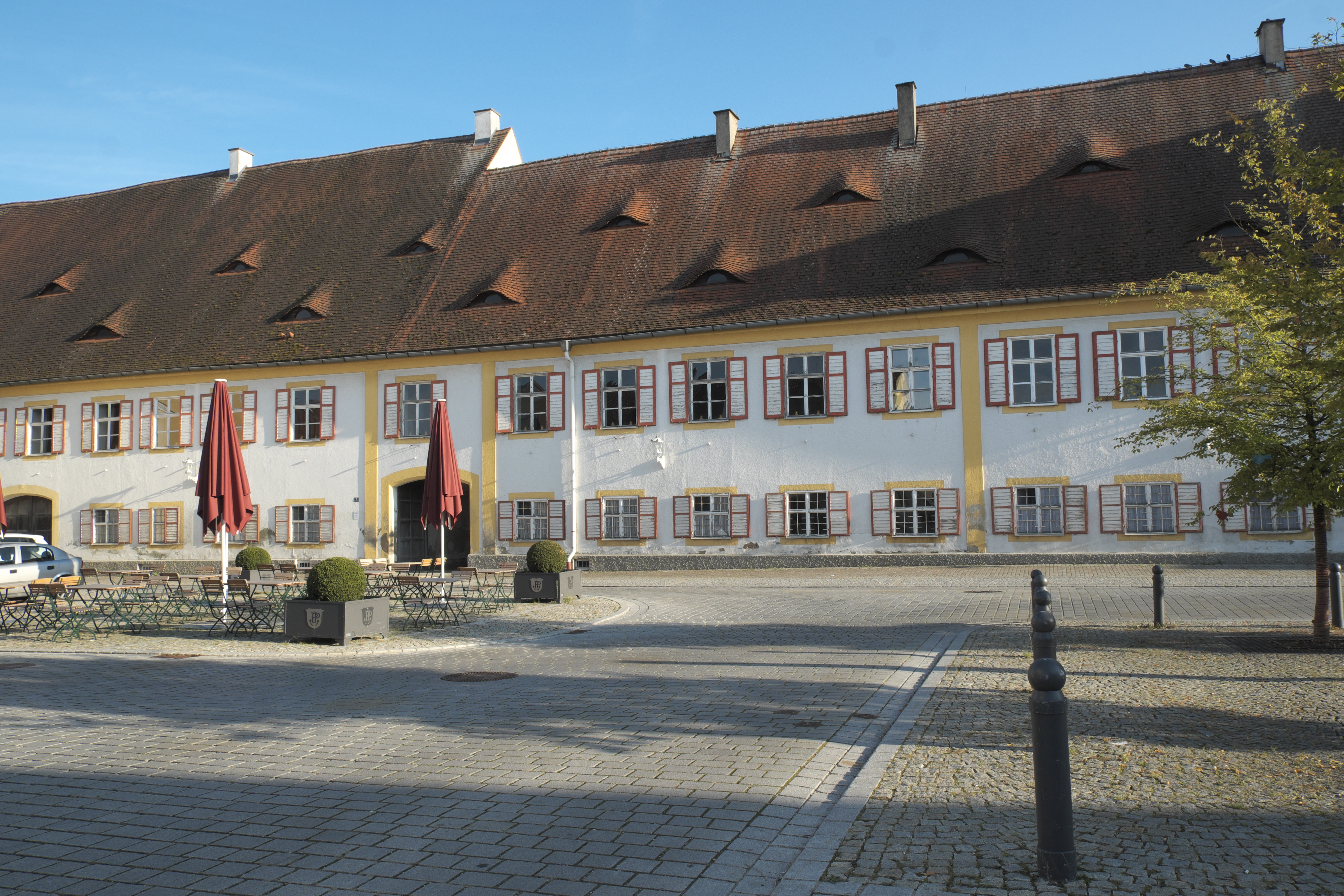
Schloss Gumppenberg in Pöttmes

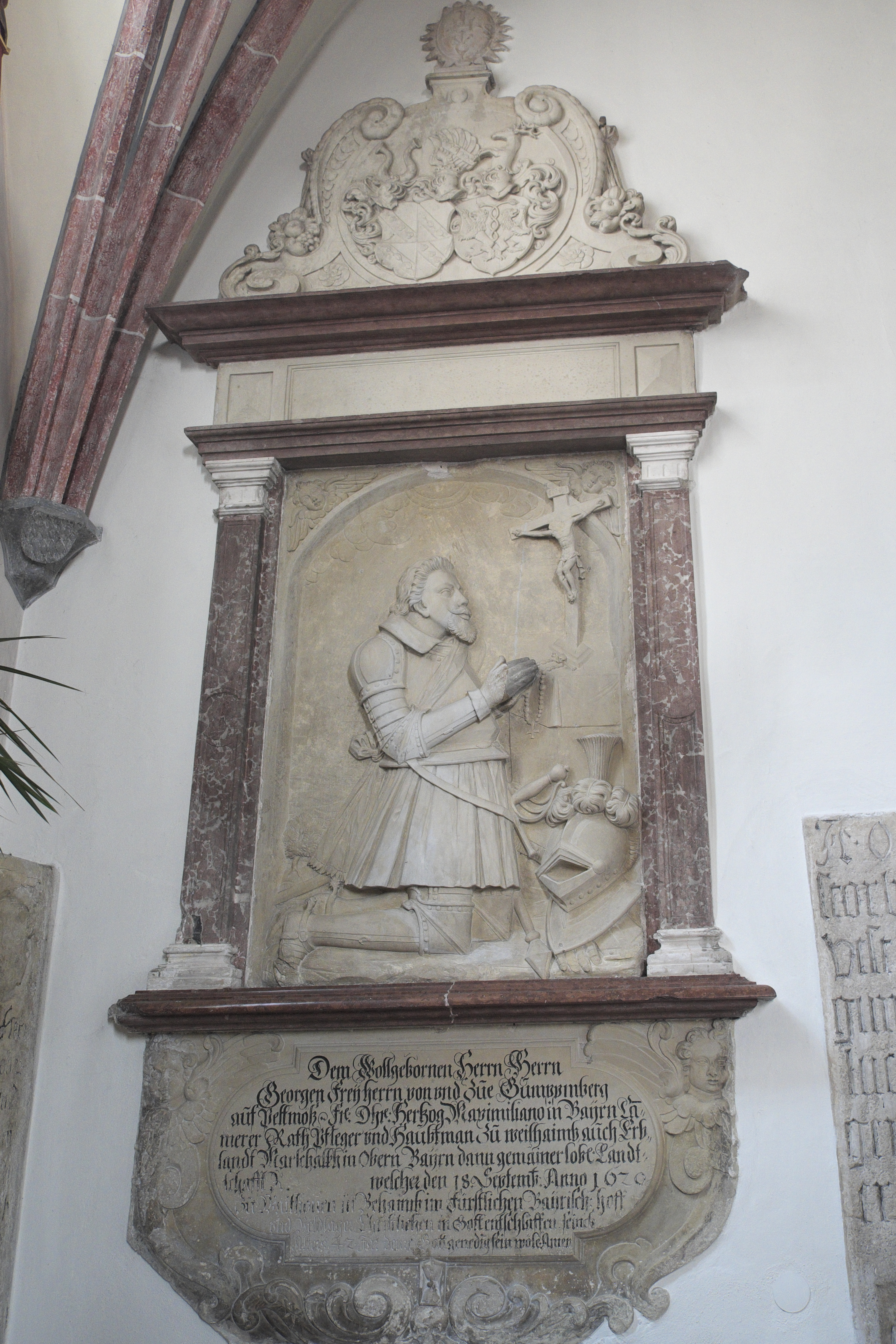
Epitaph für Georg von Gumppenberg († 1620) in der Pfarrkirche St. Peter und Paul in Pöttmes

Hildebrand von Vohburg und der bayerische Vicedominus Wicknand von Eyrasburg kauften 1280 von dem Grafen Berthold von Graifsbach die Vogtei des Dorfes Pöttmes als Lehen. Hildebrand konnte mit der Mitgift seiner Ehefrau, einer geborenen Eyrasburg, den Kauf bezahlen und hatte, für den Fall, dass aus dieser Ehe kein Lehenserbe hervorgehen sollte, Wicknand als Mitkäufer genannt. Ein Jahr später belehnte Graf Berthold von Graifsbach die Käufer mit Pöttmes und dessen Zubehör. Hildebrand nahm zur gleichen Zeit den Namen von Gumppenberg an, nach dem Schloss auf einer Anhöhe bei Pöttmes. 1281 erscheint auch das bis heute bekannte Gumppenberger Wappen, mit dem Hildebrand erstmals siegelt.
Hildebrands Sohn Heinrich von Gumppenberg, kaiserlicher Vicedominus, erhielt 1310 von Herzog Ludwig von Bayern, dem späteren deutschen Kaiser, die hohe Gerichtsbarkeit zu Pöttmes als Lehen und 1324 das Marktrecht. Heinrichs Söhne, Heinrich und Stephan, begründeten zwei Linien. Heinrich wurde Stammvater der erloschenen Marschälle von Scherneck, Stephan wurde Stammvater aller weiteren Gumppenbergschen Linien.
Von 1447 bis 1519 war die Hofmark Unterschneitbach im Besitz der Familie.
Ignaz Franz von Gumppenberg begründete aus Pöttmes und Gumppenberg ein Fideikommiss. Sein Sohn Ignaz Joseph von Gumppenberg erbte von den Grafen Tilly, Nachfahren des Feldherrn Johann t’Serclaes von Tilly, die Herrschaft Breiteneck um Breitenbrunn (Oberpfalz). Mit dem Tod des Grafen Ferdinand von Tilly († 1724) war die bis dahin reichsunmittelbare Grafschaft an Bayern zurückgefallen, die Besitzungen fortan nur noch eine einfache Grundherrschaft. Als Ersatz für die ruinöse Burg Breitenegg hatte die Schwester des letzten Tilly bereits 1746 ein kleines Barockschloss errichtet, neben dem 1746 Ignaz Joseph als Pendant ein zweites Schlösschen erbaute. 1792 wurde die Herrschaft an den bayerischen Kurfürsten Karl Theodor verkauft.
In der zweiten Hälfte des 18. Jahrhunderts kam durch Heirat auch die Herrschaft Oberbrennberg (mit der Burg Oberbrennberg) von den Lerchenfeldern an Joseph von Gumppenberg. 1832 wurde der Besitz an den Fürsten Maximilian Karl von Thurn und Taxis verkauft.
Bei der Anlegung der Adelsmatrikel 1813 im Königreich Bayern unterteilte sich die Familie in vier Linien und eine Nebenlinie. Das Stammgut Pöttmes ist bis heute im Besitz der Familie.

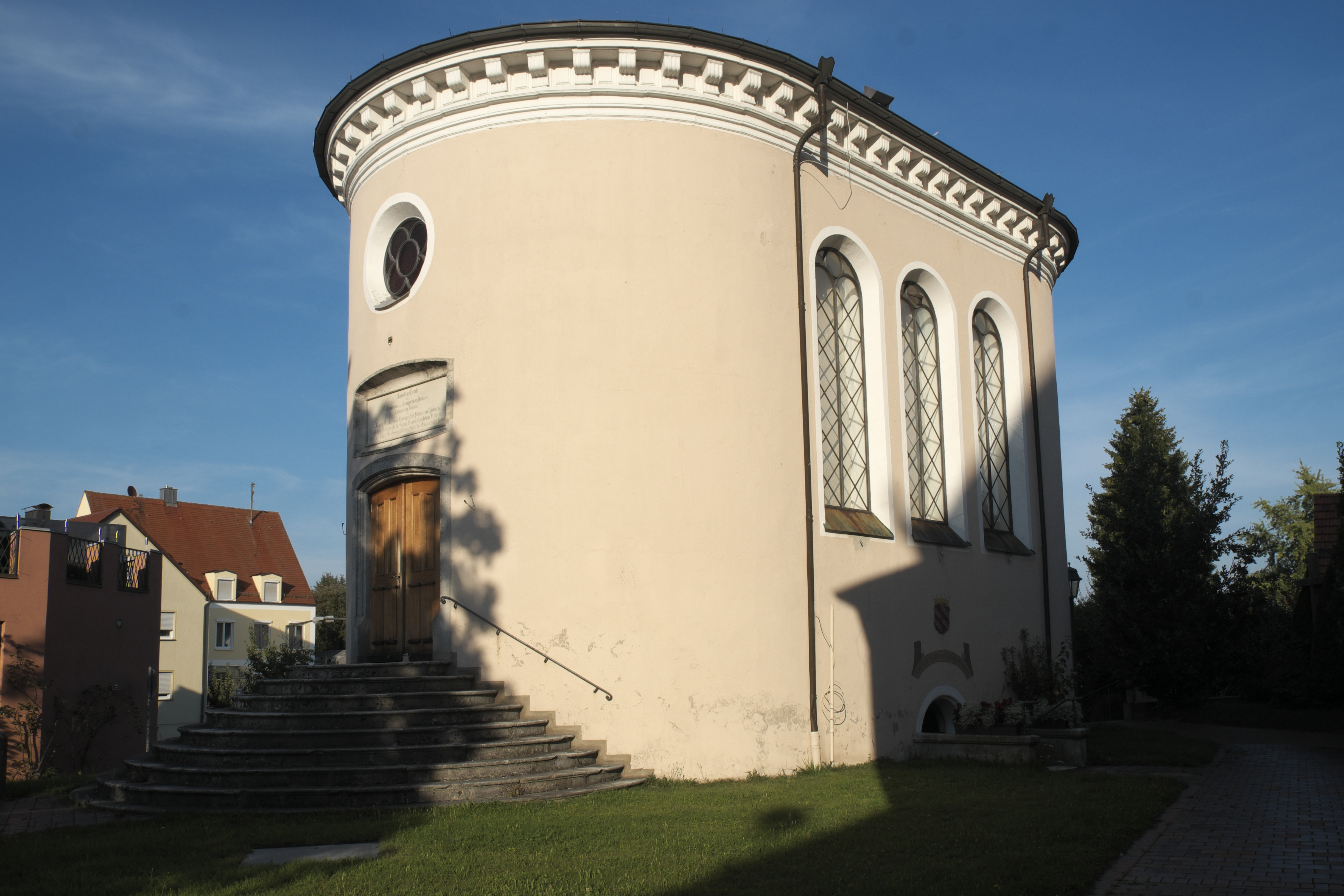
Nothelferkapelle in Pöttmes mit der Gruft der Familie Gumppenberg
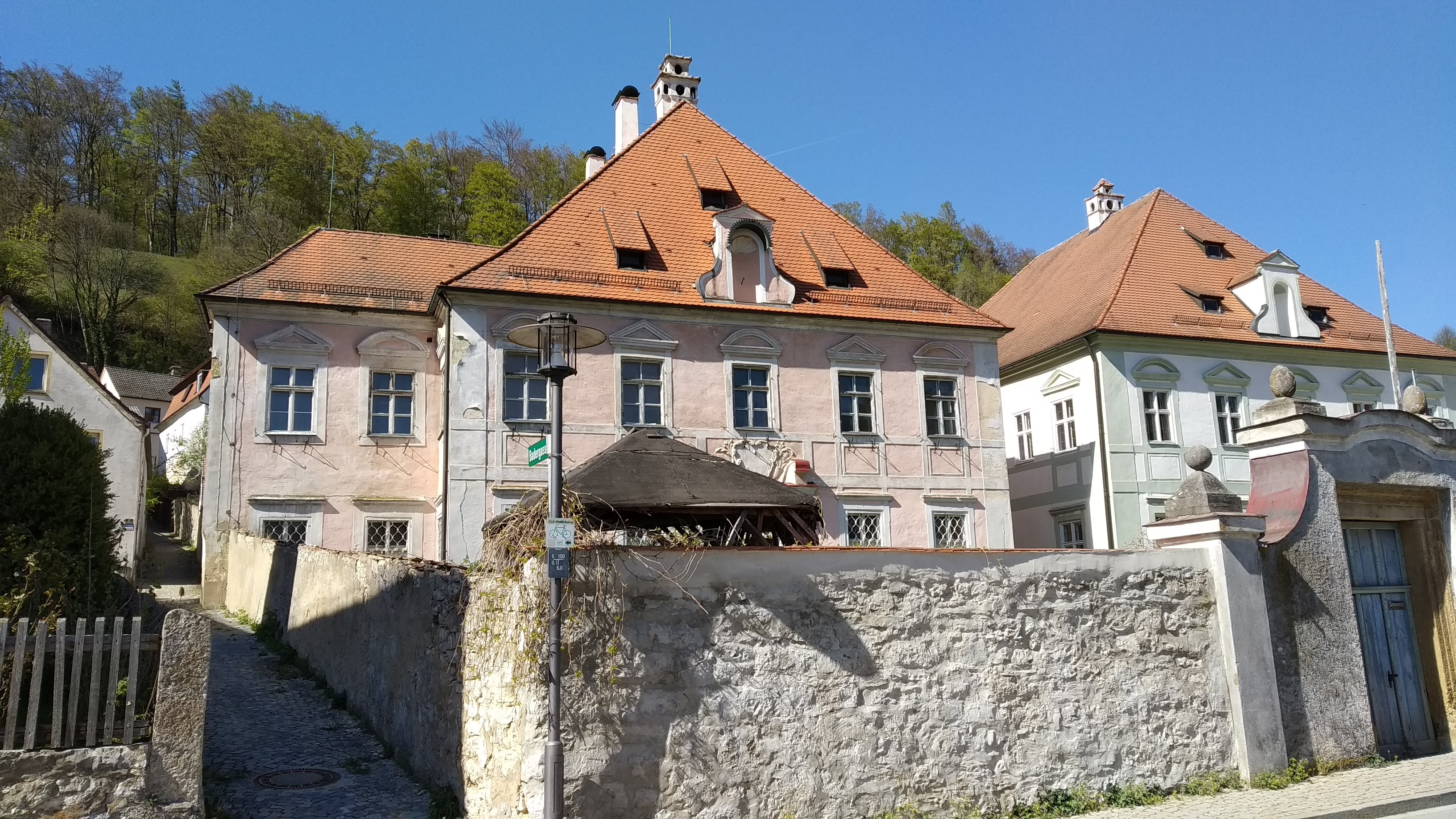
Gumppenberg-Schloss und Tilly-Schloss in Breitenbrunn (Oberpfalz)
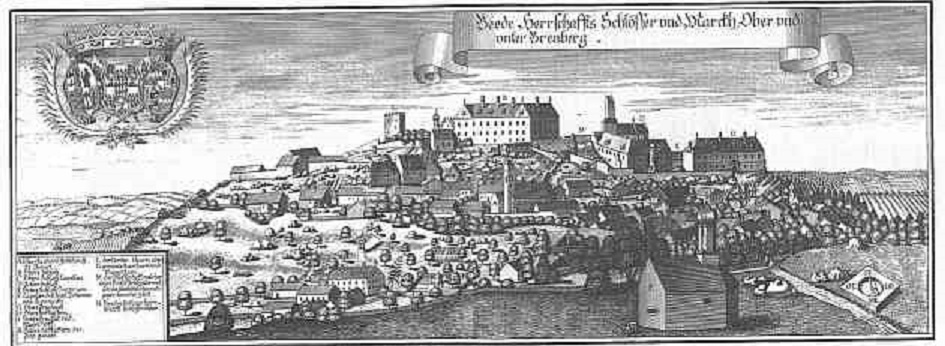
Ober- und Unterbrennberg (1726)

### Standeserhebungen
Bereits 1411 wurde der Familie die Erblandmarschallswürde von Oberbayern übertragen, die sie bis 1808 ausübte. Georg von Gumppenberg, Herr auf Pöttmes, Erbmarschall von Oberbayern und Vicedominus von Straubing, wurde am 16. Januar 1571 von Kaiser Maximilian II. in den Reichsfreiherrenstand erhoben.

## Wappen

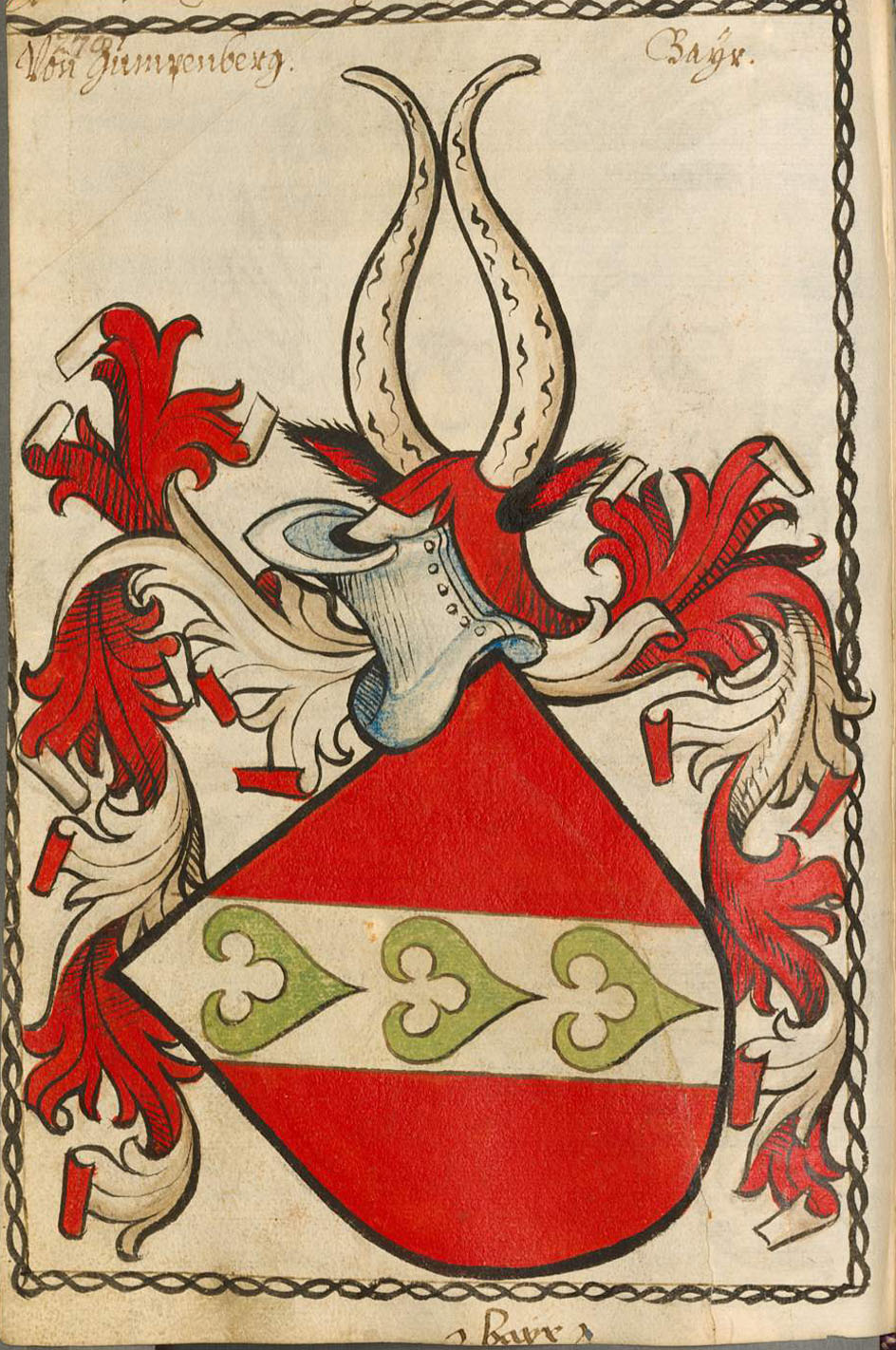
Wappen im Scheiblerschen Wappenbuch

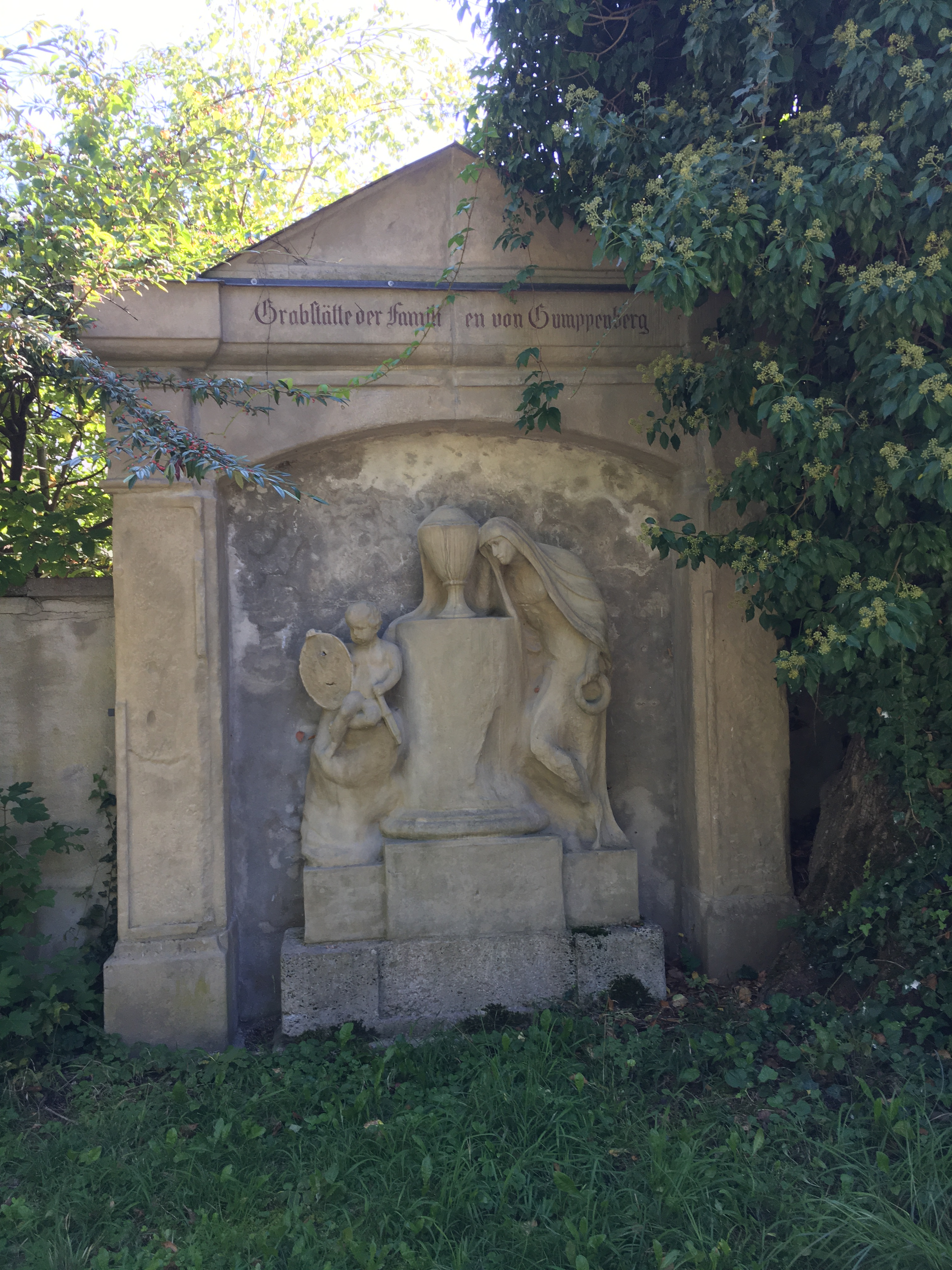
Familiengrab auf dem Alten Südfriedhof in München

### Stammwappen
Das Stammwappen zeigt in Rot einen silbernen Schrägbalken, der mit drei grünen Seeblättern belegt ist. Auf dem Helm zwei mit Hermelin überzogene Büffelhörner mit zwei roten Ohren. Die Helmdecken sind rot-silbern.

### Orts- und Gemeindewappen
Die Seeblätter aus dem Wappen der Familie Gumppenberg erscheinen noch heute in einigen bayerischen Orts- und Gemeindewappen.

Wappen der Gemeinde Bayerbach
Wappen des Marktes Pöttmes

## Bekannte Familienmitglieder
- Anton von Gumppenberg (1787–1855), bayerischer General der Infanterie, Kriegsminister
- Dietrich von Gumppenberg (1941–2021), deutscher Unternehmer und Landtagsabgeordneter in Bayern
- Georg von Gumppenberg († 1515), bayerischer Rat und Hofmarschall
- Hanns von Gumppenberg (1866–1928), deutscher Dichter, Übersetzer, Kabarettist und Theaterkritiker
- Hertha Schwanhilde von Gumppenberg-List (1897–1954), deutsche Grafikerin und Illustratorin
- Hubert von Gumppenberg-Peuerbach (1855–1938), deutscher Verwaltungsjurist
- Huberta von Gumppenberg (1910–1999), deutsche Sozialarbeiterin, Religionspädagogin
- Johannes von Gumppenberg (1891–1959), deutscher Gutsbesitzer, Schafzüchter und Verwaltungslandwirt
- Joseph von Gumppenberg (1798–1855), bayerischer Generalmajor und Festungskommandant
- Karl von Gumppenberg (1904–1984), Kapuziner in Skaistkalne (Lettland) und in Kasachstan, Häftling im Gulag, im Ruf der Heiligkeit gestorben[2]
- Levin von Gumppenberg (1907–1989), deutscher Jurist und Kunsthistoriker, Ministerialbeamter, Präsident der Bayerischen Verwaltung der staatlichen Schlösser, Gärten und Seen
- Max Hildebrand von Gumppenberg (1906–1958), deutscher Jurist und Politiker[3]
- Maximilian von Gumppenberg (1825–1916), bayerischer Generalleutnant
- Maximiliane von Gumppenberg (1850–1937), Ehefrau des Grafen Maximilian von Holnstein
- Wilhelm von Gumppenberg (1795–1847), bayerischer Gutsbesitzer und Abgeordneter
- Wilhelm Gumppenberg (1609–1675), deutscher Theologe und Jesuit